# Stavtjärnen, Medelpad
Stavtjärnen är en sjö i Ånge kommun i Medelpad och ingår i Ljungans huvudavrinningsområde.